# Megtorló
A Megtorló, valódi nevén Frank Castle (angol eredetiben: Punisher) egy kitalált szereplő, sorozatgyilkos antihős a Marvel Comics képregényeiben. A szereplőt Gerry Conway író, id. John Romita és Ross Andru rajzoló alkotta meg. Első megjelenése az Amazing Spider-Man 129. számában volt, 1974 februárjában.
Amikor Frank Castle szeme láttára megölték a családját a New York-i Central Parkban, megfogadta, hogy bosszút áll az összes bűnözőn és ehhez bármilyen eszközt felhasznál. Castle háborús veterán, mestere a harcművészeteknek, a közelharcnak és a fegyverek használatának. Nem riad vissza semmilyen eszköztől sem céljai érdekében, legyen az emberrablás, zsarolás vagy akár gyilkosság. A bűnelkövetőkkel szemben kegyetlenül jár el, ártatlanokat azonban sosem bánt tudatosan.
A Megtorló több Pókember-történetben is feltűnt, mielőtt önálló sorozatot kapott. Először csak egy 5 részből álló minisorozatban, majd a The Punisher című saját lapban közölték kalandjait. Növekvő népszerűségének hatására további címekben is megjelent, volt, hogy havonta három Megtorló-füzetet adott ki a Marvel Comics (Punisher, The Punisher War Journal, The Punisher War Zone, és külön kiadványt szenteltek a felszerelésének is (The Punisher Armory).
A Megtorló sikere párhuzamosan alakult a Charles Bronson főszereplésével készült Bosszúvágy filmekével. Egy időre megszűnt valamennyi lap, amelynek a címszereplője volt. Többször kísérleteztek újraindításával, végül Garth Ennis fekete humorral fűszerezett verziójának köszönhetően kelt új életre.
A Megtorló szuperhős vagy antihős státusza ellentmondásos kérdés, és nagyban függ a címzett értelmezésétől. Különösen annak a ténynek köszönhetően, hogy a Marvel univerzum legtöbb szuperhősével ellentétben a Megtorló megöli ellenfeleit, ami konfliktusba hozza őt az univerzum többi hősével (például Fenegyerekkel és Pókemberrel).
A Megtorlóból több filmfeldolgozás is készült. 1989-ben Dolph Lundgren (A Büntető), 2004-ben Thomas Jane (szintén A megtorló címmel), míg 2008 decemberében Ray Stevenson (A Megtorló – Háborús övezet) játszotta el Castle figuráját. A 2010-es évek második felétől Jon Bernthal alakítja a Netflix égisze alatt futó, Daredevil és  The Punisher című Marvel-sorozatokban.

## Története
Frank Castle az Amerikai Tengerészgyalogságnál volt kapitány és öt évig harcolt a vietnámi háborúban. A szolgálatban tanúsított hősies magatartásáért kétszer a Bronz Csillag, kétszer az Ezüst Csillag, négyszer pedig a Bíbor Szív kitüntetésben részesült. Jó pár évvel az után, hogy az amerikaiak kivonultak Vietnámból, különleges kiképzőprogramokat tartott tengerész-kommandósoknak New York állam északi körzetében.
Egy kimenője alkalmával feleségét és két kis gyermekét piknikezni vitte a Central Parkba, New Yorkban. A véletlen úgy hozta, hogy a park Bársonyrét nevű részén Castle felesége és gyermekei szemtanúi lettek egy maffiagyilkosságnak. A gyilkosok, akik nem kívántak tanúkat hagyni maguk után, megölték Castle feleségét és gyermekeit, majd elmenekültek. Castle-nak ugyan nem esett bántódása, de feleségének és gyermekeinek halálát nem tudta kiheverni. Dezertált a tengerészettől nem sokkal az előtt, hogy megkapta volna a Békéért elnöki kitüntetést.
Castle-nak néhány hónapra nyoma veszett, majd amikor újra előkerült, egyszemélyes, bűnözés-elleni kampányba kezdett New York városban. Válogatott fegyverekkel szerelkezett föl és harci öltözéket viselt, melynek a mell részén egy hatalmas halálfej díszelgett. A következő néhány hétben felkutatta és kivégezte azokat a bűnözőket, akikről feltételezte, hogy közük lehetett azokhoz a gengszterekhez, akik megölték feleségét és gyermekeit. A sajtó Megtorlónak keresztelte el. John Laviano, egy New York-i detektív, akit foglalkoztatott az ügy, kinyomozta, hogy Bruno Costának, a nagy keleti-parti Maffiafőnök bátyjának „családja” mészárolta le a Megtorló feleségét és gyermekeit. Sajnos, Costa alibijét túl sok állítólagos „szemtanú” igazolta, így nem lehetett eljárást indítani ellene. Látva, hogy a törvény tehetetlen, Megtorló a Laviano által összegyűjtött információkat felhasználva felkutatta és megsemmisítette Costa bandáját. Így kezdődött a Megtorló pályafutása, mint önkéntes bűnüldözőé, aki hadat üzent az alvilágnak.
A Megtorló összetűzésbe került és együtt is működött Pókemberrel, valamint ellenségévé tett egy másik bűnüldözőt, a Fenegyereket, aki nem helyesli Megtorló erőszakos, gyakran halálos kimenetelű akcióit. A Megtorló ült börtönben brutális mészárlásaiért, de a börtönön belül is folytatta harcát a bűnözők ellen. Mialatt a Ryker-szigeti börtönben raboskodott, tudatállapot-másító szereket adtak be neki ellensége, a bűnbandavezér Fűrész utasítására, akinek az arca irtózatosan összeroncsolódott, amikor a Megtorló egyszer kihajította egy ablakon. A késleltetett hatású, erős szerektől a Megtorló elméje megháborodott, úgyhogy miután elszökött a börtönből, végül már azokra is lőtt, akik szemeteltek az utcán, vagy nem tartottak be egy közlekedési szabályt. Miután a rendőrség újra őrizetbe vette a Megtorlót, elmegyógyintézetbe küldték, ahol szervezetéből eltávolították a mérgező anyagokat és ez által elméje kitisztult. Visszaszállították a Ryker szigetre, ahonnan hamarosan ismét megszökött. Pillanatnyilag szabadlábon van és továbbra is hadat visel a bűnözők ellen.

## Képességek és szakértelmek
A Megtorló kivételes adottságokkal rendelkező harcedzett katona. Volt amerikai haditengerészeti kapitány, kiváló referenciákkal. A következő kiképzésekben részesült: T. L. SZ. (Tengeri, Légi, Szárazföldi; azaz a tengerészgyalogság SEAL-teamjének tagja), T. M. Cs. (Tengeralatti Megsemmisítő Csapat), T. Ő. (Távolsági Őrjárat), továbbá jól ért a hadviselés és a közelharc tudományához. Pusztán hagyományos fegyverekkel, a családját lemészároló bűnözőkhöz hasonló gazemberekkel szembeni fanatikus gyűlölettől fűtve, a Megtorló egy összecsapás során egymaga ártalmatlanná tett mintegy tucatnyi, jól felfegyverzett és tapasztalt ellenfelet úgy, hogy neki egy haja szála sem görbült meg.
A Megtorló olyan erős, mint bármely hozzá hasonló korú, magasságú, testfelépítésű, rendszeres és erőteljes testedzést végző férfi. Szigorú értelemben vett emberfeletti képessége nincsen (ellentétben a szuperhősökkel).

## Felszerelés
Közlekedés: A Megtorló egy tévéjavító teherkocsinak álcázott, átalakított Ecoline alvázra épített páncélozott harci furgonnal közlekedett. Ezt a mozgó fegyverraktárt és állomást több rétegű összetett páncélborítás védte, melyről a 7.6 kaliberű páncéltörő lövedék visszapattan. A jármű tartozékai: önjavító, Brinel keménységű gumikerekek, 391 literes lyukadás-mentes üzemanyagtartály (egyszeri tankolással max. 1638 km), 7207 cm³ Chevrolet V-8 motor 1:2:1 kézierő-átvitelű sebességváltóval, nagy teherbírású lemezingó felfüggesztés és változó terhelésű lengéscsillapítók. Az elülső szélvédő 2 cm vastag, repülőgép szélvédőüvegből készült, mely ellenállt a 10.4 kaliberű lövedéknek. A jármű elektromos meghajtású lépegető kerekekkel volt felszerelve, melyek lehetővé tették, hogy a kocsi elhaladhasson majdnem minden más típusú jármű felett. A Megtorló a furgonban tárolta személyes fegyvertára darabjainak több példányát, nagy mennyiségű lőszert, kisméretű páncéltörő fegyvereket, nagy-kaliberű támadófegyvereket lőszerrel, és repesz-robbanó bombákat. A furgonban volt még egy komplett víz alatti légzőkészülék. A furgon érzékeny távközlési műszerekkel volt felszerelve, melyek rendőrségi jelentéstételek lehallgatására szolgáltak, valamint egy számítógéppel, melyen követni lehetett a Megtorló minden megmozdulását, és amelyik képes volt bővíteni nyilvántartását a bűnözőkről. A jármű el volt látva egy távirányítható önmegsemmisítő szerkezettel, amely adott esetben felrobbantott volna egy termit gyújtóbombát, és így 15 percen belül a járműből semmi sem maradt volna. Nemrég a Megtorló harci furgonja megsemmisült, és kérdés, hogy be fog-e szerezni egy hasonlóan felszerelt új darabot.
Fegyverek: A Megtorló számtalan különböző kézifegyvert használ. Leggyakrabban használt fegyverei: a vietnámi háború idejéből való S.7 kaliberű automata fegyver, egy Sterling Mark 6-os 9 mm-es, 34 lőszeres szekrénytáras félautomata fegyverből átalakított automata fegyver, egy 14 lőszeres, 9 mm-es Browning Llama automata pisztoly, egy szolgálatilag rendszeresített 11.4 kaliberű automata, melyet 9 mm-es töltényhez terveztek, és cserélhető csővel láttak el, hogy 5.7 kaliberű töltényt is bele lehessen tölteni, valamint egy négylövetű, 5.7 kaliberű rövid csövű pisztoly. Így csak két különböző típusú lövedéket kell magánál tartania. Néha a Browning Llama helyett a Megtorló egy 9.0-s Smith and Wesson pisztolyt visz magával. Általában egy Browning van nála, melyet a csípőjéhez szíjaz gyorstokban, és egy újratárazott 11.4-es, amelyet a bokájánál lévő pisztolytokban tart. A rövid csövű, nagy kaliberű pisztoly minden alkalommal máshová van elrejtve. A Megtorlónál ezeken kívül mindig von több M26-os repeszgránát, egyedi tervezésű csapódó gránát, kisméretű, egyedi tervezésű könnygázgránát, melyeket ruhája vállrésze alá rejtett bőrzacskókban tart. A jobb oldali külső késtokjában felváltva vagy egy már nem gyártott, a vietnámi háború idejéből származó Gerber Mark II harci kést, vagy egy tengerész harci kést hord.

## Megtorló-képregények magyarul
Az első képregény a Hepiend Képes Regényújság lapjain jelent 1989-ben, ekkor az első minisorozatot közölték. A második rész és a sorozat többi része a Hepiend Magazin - Conan Saga lapjain folytatódott. A minisorozat végeztével a The Punisher vol. 2 közlését kezdték el, ám a harmadik évfolyamtól a magazin már nem közölt Megtorlót. Ezeket a képregényeket Mike Zeck rajzolta.
A Csodálatos Pókember 51. számától újra leközölték az első minisorozatot, ezúttal színesben, de néhány oldal kihagyásával. A sorozat a 67. számban ért véget. Megtorló vendégszereplőként tért vissza a 77-80. számok klasszikus történetében. A Csodálatos Pókember második sorozatának a 49. számában a Megtorló Újvilági változata tűnik fel.
Az első önálló magyar nyelvű Megtorló kötetet (Megtorló: Balfékek szövetsége) a Fumax kiadó közölte 2007-ben. Szerzői: Garth Ennis író és John McCrea rajzoló. A fordítást Varga Péter készítette.

## Számítógépes játék
2005-ben a THQ kiadó megjelentetett Punisher címmel egy számítógépes akciójátékot, amiben a játékos a főhőst, Megtorlót alakítja. A történet egy hosszú rendőrségi kihallgatásba van ágyazva, melynek során Megtorlót az akciói, motiváció és az elkövetési módok felől faggatják, miközben összefoglalják a tetteit (ami egyúttal a játékos előtt álló következő feladat ismertetése). Megtorló vagy nem válaszol a kérdésekre, vagy rövid, fanyar humorú válaszokat ad.
Egy egy akció előtt a feladatnak megfelelően lehet kiválasztani a fegyvereket (kezdetben nem mindegyik választható), bár az akció során az ellenfelektől rengeteg különféle fegyver beszerezhető.
A hasonló játékoktól eltérően nincs mini térkép, ami a helyszín alaprajzát felülnézetben mutatná, és a célpontok, segédeszközök (pl. rejtett ajtó) is csak közelről ismerhetők fel.

## Magyarul
- A megtorló. Balfékek szövetsége; szöveg Garth Ennis, ill. John McCrea, ford. Varga Péter; Goodinvest, Bp., 2007

## Fordítás
- Ez a szócikk részben vagy egészben  a   Punisher című angol Wikipédia-szócikk fordításán alapul.  Az eredeti cikk szerkesztőit annak laptörténete sorolja fel. Ez a jelzés csupán a megfogalmazás eredetét és a szerzői jogokat jelzi, nem szolgál a cikkben szereplő információk forrásmegjelöléseként.